# Frieda Witt
Frieda Witt (geb. am 19. März 1875 als Caroline Auguste Friederike in Hamburg-St. Pauli; gest. am 20. November 1963 in Bremen) war eine deutsche Malerin und Zeichnerin. Ihr Schwerpunkt lag auf der Porträtmalerei.

## Leben
Frieda Witt war die Tochter von Carl Friedrich Witt (1837–1902), Kaufmann in Hamburg (dessen Vater war ev. Pastor in Hohenwestedt/Schleswig-Holstein) und Johanna Friederike, geb. Boeckmann (* 1845).
Ihren beruflichen Werdegang beschreibt Frieda Witt 1933 rückblickend: „…nachdem ich in Hamburg, Paris, Worpswede studiert habe, bildete ich in Bremen seit 1906 Zeichenlehrerinnen aus. 1921 legte ich nachträglich in Hamburg meine Prüfung zur Zeichenlehrerin ab“. Die Kaufmannstochter gehörte zu den sog. „Malweibern“, die die Künstlerkolonie Worpswede für Studienzwecke besuchten. Im September 1899 zeigte sich Paula Modersohn-Becker (1876–1907) nach kurzer Abwesenheit von Worpswede erstaunt über die große Anzahl von Malschülerinnen im Dorf. Sicherlich wird ihr auch Frieda Witt begegnet sein. Ihr Bildnis eines Bauern mit gesenktem Kopf spricht dafür. Die großformatige Kohlezeichnung zeigt denselben Mann, den auch Marie Bock (1867–1954), die zw. 1998 und 1902 in Worpswede arbeitete, um 1898/99 malerisch festhielt und im Werk von Hans am Ende (1864–1918) ist sein Porträt sogar mehrfach zu finden. Witts Porträt ist undatiert, gehört aber in eine Reihe von Kohlezeichnungen, die im Herbst/Winter 1898 entstanden sind. Sie belegen somit den frühen Aufenthalt der Künstlerin in Worpswede, wenngleich ihr Name erst am 25. August 1901 im dortigen Künstleranmeldebuch verzeichnet ist. Im Frühjahr 1901 reiste Frieda Witt zu Studienzwecken nach Paris. Hier wird sie von Ottilie Reyländer (1882–1965), die ebenfalls seit 1898 in Worpswede lebte und Schülerin von Fritz Mackensen (1866–1953) war, porträtiert. Reyländer war freundschaftlich mit Paula Modersohn-Becker, deren Atelier sie in Paris nutzen durfte und der Bildhauerin Clara Rilke Westhoff (1878–1954) verbunden. In Paris besuchte sie die Académie Colarossi und die Académie Julian, so dass das schwungvolle Bildnis von Frieda Witt beim Zeichnen in einer dieser beiden privaten Kunstschulen entstanden sein wird. Es ist betitelt und datiert: „Frieda Witt aus Hamburg - Paris März 1901“.
Witt blieb unverheiratet und entschied sich Lehrerin zu werden. In Bremen eröffnete sie ihr „Privatinstitut zur Ausbildung von Zeichenlehrerinnen“, das von 1906 bis 1920 bestand. In dieser Unternehmung wurde sie von Emil Högg (1867–1954) dem damaligen Direktor des Bremer Kunstgewerbemuseums (späteres Fockemuseum) unterstützt und darüber hinaus plante er Witts Institut an die dortige Kunstgewerbeschule anzugliedern. Diese Idee konnte nicht mehr umgesetzt werden, da Högg 1911 einer Professur nach Dresden folgte und sein Nachfolger Erich Kleinhempel (1874–1947) sich dagegen aussprach. 1921 legte Frieda Witt in Hamburg die staatliche Prüfung ab, die sie zum Unterrichten an Mittel- und Höheren Schulen sowie an Lehrerinnenseminaren berechtigte und war im Bremischen Schuldienst zunächst als Lehrerin und ab 1926 als Oberlehrerin tätig. Eine Postkarte von 1909 zeigt Frieda Witt, umringt von ihren Malschülerinnen in der Kaiserstrasse, heutige Bürgermeister-Smidt-Straße (Hintere Reihe, 5. von links). Vorne im Bild ist die damals 21-jährige Elisabeth Noltenius (1888–1964) zu erkennen, die die Kunstgewerbeschule in Bremen besuchte und 1910 ihr Zeichenlehrerinnen-Examen machte.
Witt, die sich mit ihrer Lehrtätigkeit eine eigenständige Existenz geschaffen hatte, darf mit in den Blick genommen werden, wenn es um Bremer und Worpsweder Kunst am Anfang des 20. Jhrds. geht. Sie gehörte zu der dortigen Malerinnen-Generation um Marie Bock (1864–1957), Margarethe von Reinken (1877–1962), Sophie Wencke (1874–1963), Anna Feldhusen (1867–1951) und nicht zuletzt Paula Modersohn-Becker. Durch ihre Lehrtätigkeit und ihre Schülerinnen wird sie den Kontakt zu Worpswede nicht verloren haben.
Frieda Witt, zuletzt wohnhaft in der Wätjenstr. 28 in Bremen, starb mit 88 Jahren und wurde auf dem Osterholzer Friedhof beigesetzt.

## Galerie

Worpsweder Bauer, Kohlezeichnung um 1898, Privatbesitz
Bildnis eines jungen Mädchens, Öl/Pappe, Privatbesitz
Alter Bauer im Profil. Öl/Pappe um 1900. Museum am Modersohn-Haus
Witt, Frieda, Worpsweder Mädchen. Kohlezeichnung, 28. September 1898. Privatbesitz